# Кіска (Естонія)
Кі́ска (ест. Kiska küla) — село в Естонії, у волості Ганіла повіту Ляенемаа.

## Населення
Чисельність населення на 31 грудня 2011 року становила 8 осіб.